# مارش میرا
راهپیمایی مارش میرا (به بوسنیایی: Marš mira) نام یک مراسم پیاده‌روی در بوسنی و هرزگوین است که هرساله بین روزهای هشتم تا یازدهم ژولای و به منظور گرامیداشت یاد قربانیان نسل‌کشی سربرنیتسا در این کشور برگزار می‌شود.
مسیر راهپیمایی حدود ۱۱۰ کیلومتر است و شرکت کنندگانی از سراسر جهان پس از طی این مسافت در فاصله روزهای هشتم تا دهم ژولای، در روز یازدهم ژولای یعنی سالگرد سقوط شهر سربرنیتسا و آغاز نسل‌کشی در این شهر خود را به قبرستان پوتوچاری در حومه سربرنیتسا می‌رسانند. در این روز بقایای اجساد تفحص شده در طول سال گذشته طی مراسمی به خاک سپرده می‌شود.
برای اولین بار در سال ۲۰۱۷ یک گروه از پزشکان و فعالین اجتماعی و فرهنگی ایرانی به صورت سازماندهی شده در این مراسم شرکت کردند. شبکه سوم تلویزیون ایران در ۲۱ تیرماه ۱۳۹۷ و همزمان با سالگرد این واقعه مستندی را به همین نام پخش کرد.

## کتاب مارش میرا
مارش میرا عنوان کتابی است که به مناسبت بیست و پنجمین سالگرد سربرنیتسا در ایران در تابستان 1399منتشر شده است. این کتاب روایتی بر مبنای واقعیت از هفت شهروند سربرنیتسا است که به امید نجات بعد از سقوط این شهر عازم شهر توزلا می‌شوند که منطقه ای امن برای مسلمانان محسوب می شود. وقایع رخ داده در این کتاب مخاطب را با ابعاد نسل کشی صورت گرفته در سربرنیتسا آشنا می کند و گذشته‌نمایی‌ها متعدد به مخاطبان کتاب کمک می‌کند تا اطلاعات بیشتری از محیط، تاریخ و شرایط بوسنی و منطقه بالکان در خلال جنگ کسب کنند. 
كتاب «مارش میرا» با هدف بیان روایتی واقعی از فجایع سربرنیتسا برای فارسی زبانان به كوشش مریم رضائیان و وحید پرست تاش ترجمه و توسط انتشارات پرنده منتشر شده است. نویسنده کتاب صادق سلیموویچ از جمله بازماندگان نسل کشی در سربرنیتسا است که و این کتاب را بر اساس خاطرات خود از فجایع رخ داده در این شهر تالیف کرده است.
در مقدمه کتاب مارش میرا آمده است: «هیچ تحقیری بزرگ‌تر از این نیست که بدون هیچ گناهی از سرزمین خود رانده شوی و همانند حیوان به دنبال شکار کردن تو باشند! بعد از سقوط سربرنیتسا پست‌ترین تعریف بشری در برخورد با مقوله انسانیت شکل گرفت و انسان‌های بی‌گناه همانند حیوانات و بلکه فجیع‌تر به دست انسان‌های دیگر شکار و سلاخی شدند.»

## مستند مارش میرا
فیلم مارش میرا یک مستند ایرانی غیر دولتی به کارگردانی محمدهادی نعمت الهی است که در سال 1397 ساخته شده است. این فیلم در ژانر مستند سیاسی- تاریخی تولید شده است. مستند «مارش میرا» روایتی تصویری از مراسم پیاده روی صلح در کشور بوسنی و هرزگوین است که همه ساله به منظور جولای 1995 روز کشتار جمعی 8372 مرد مسلمان بوسنیایی توسط صرب ها در شهر سربرنیتسا است. نعمت اللهی کارگردان این مستند می گوید: با تیم پزشکی طبیب مسیر راهی بوسنی شدم تا این تیم به کسانیکه در این پیاده روی حضور دارند خدمات پزشکی ارایه بدهد و مستند «مارش میرا» که از تلویزیون پخش شد نوعی سفرنامه است که روایتی از این اتفاق را بیان می کند. 